# Talève sultane
Pour les articles homonymes, voir Poule sultane.
Porphyrio porphyrio
Espèce
Statut de conservation UICN

 LC  : Préoccupation mineure
La talève sultane (Porphyrio porphyrio) ou poule sultane, est une espèce d'oiseaux de la famille des Rallidés.

## Description
La talève sultane mesure de la tête à la queue de 38 à 50 cm et pèse de 500 g à 1,5 kg.
Elle a un plumage foncé bleu et noir, un bec et de grandes pattes rouges.

## Répartition
Cet oiseau se trouve par exemple en Europe du Sud (Espagne...), en Afrique (Égypte...), en Asie et jusqu'en Nouvelle-Calédonie et Nouvelle-Zélande (sous-espèce – Porphyrio porphyrio melanotus – appelée « pukeko »). Très commun à Madagascar, il a disparu dans l'île voisine de La Réunion, cependant il s'est implanté relativement récemment en France notamment dans l'Aude où une dizaine de couples vivent dans le marais de Saint-Louis-le-Maritime à Narbonne ainsi que dans l' étang de Vendres, près de Béziers.
Selon Jacques Christophe Valmont de Bomare, « les Anciens estimaient si fort la beauté de cet oiseau qu'ils en faisaient un des ornements de leurs palais et de leurs temples ». De cet oiseau qu'il nomme porphyrion, Polémon d'Ilion, rapporte Athénée de Naucratis, dit qu'il « garde scrupuleusement les femmes mariées. Il a même la faculté de sentir la femme adultère au point que lorsqu'il s'en aperçoit, il commence par la faire connaître au mari, et finit sa vie en se pendant ». Armand Gaston Camus, qui relève la même anecdote, a cependant contesté que la talève et le porphyrion soient le même animal, la talève n'ayant pas la caractéristique remarquable du porphyrion, signalée par Aristote, de « boire comme l'ours », c'est-à-dire en mordant. Buffon, qui tient pour l'identité des deux espèces, précise que le porphyrion des Grecs et des Romains venait de Libye, de Comagène et des Baléares.

## Habitat
C'est un oiseau qui vit dans les marécages, les mares et au bord des cours d'eau.

## Alimentation
La poule sultane mange principalement des graines et des feuilles vertes mais aussi des insectes, des petits invertébrés et parfois des œufs d'oiseaux.

## Reproduction
Le couple de talèves sultanes construit un grand nid avec des morceaux de feuilles. La femelle pond de 4 à 8 œufs gris jaune pâle avec des taches brunes ou violettes puis le couple les couve pendant environ 22 jours. Ensuite les deux parents nourrissent pendant quelques jours leur progéniture. 

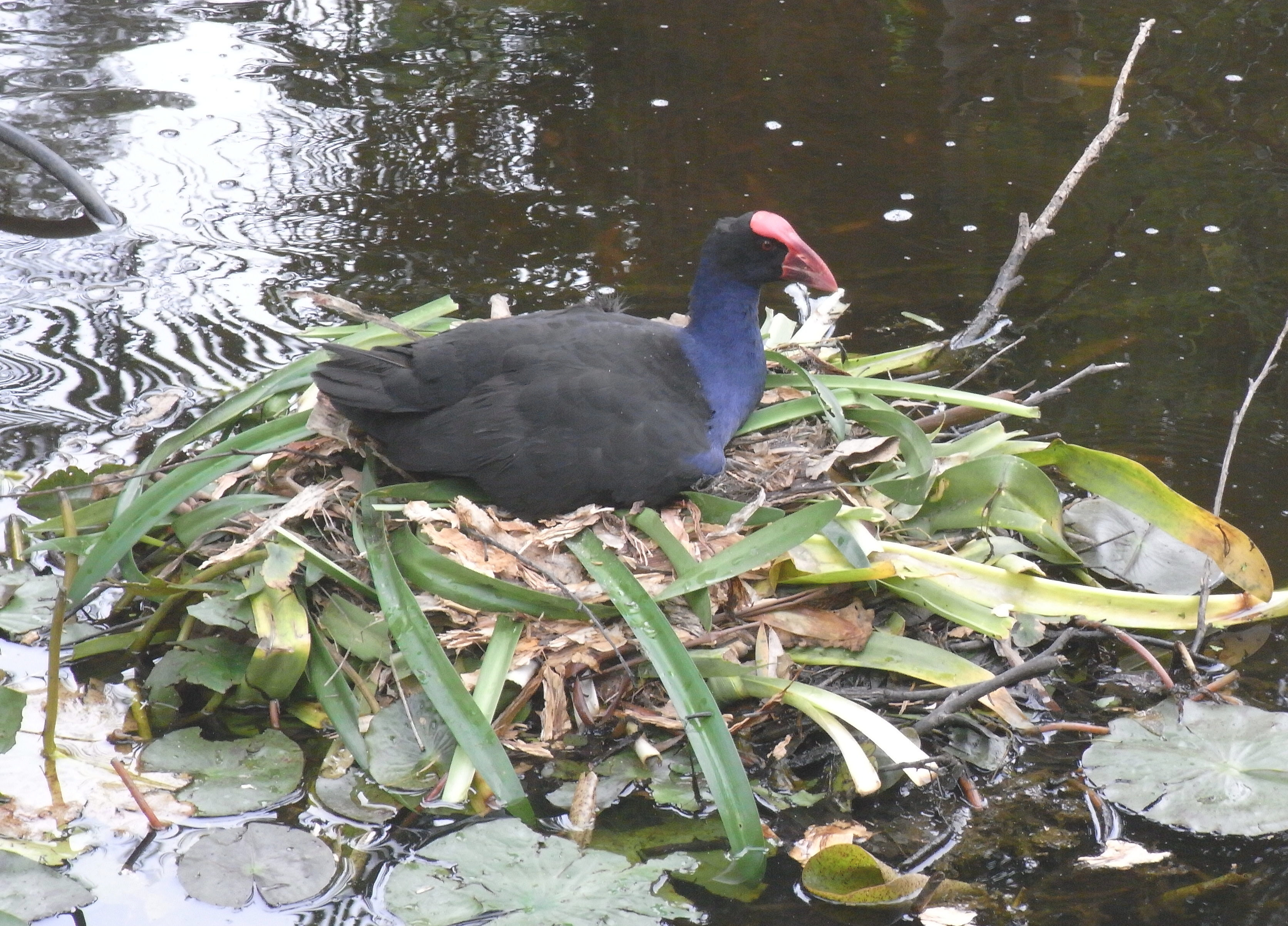
Talève sultane en Australie

## Protection
La Talève sultane bénéficie d'une protection totale sur le territoire français depuis 1976. Elle est inscrite à l'annexe I de la directive Oiseaux de l'Union européenne. 
Il est donc interdit de la détruire, la mutiler, la capturer ou l'enlever, de la perturber intentionnellement ou de la naturaliser, ainsi que de détruire ou enlever les œufs et les nids et de détruire, altérer ou dégrader leur milieu. Qu'elle soit vivante ou morte, il est aussi interdit de la transporter, colporter, de l'utiliser, de la détenir, de la vendre ou de l'acheter. 
Toutefois depuis 2006, ces interdictions ne s'appliquent pas aux sujets nés et élevés en captivité.

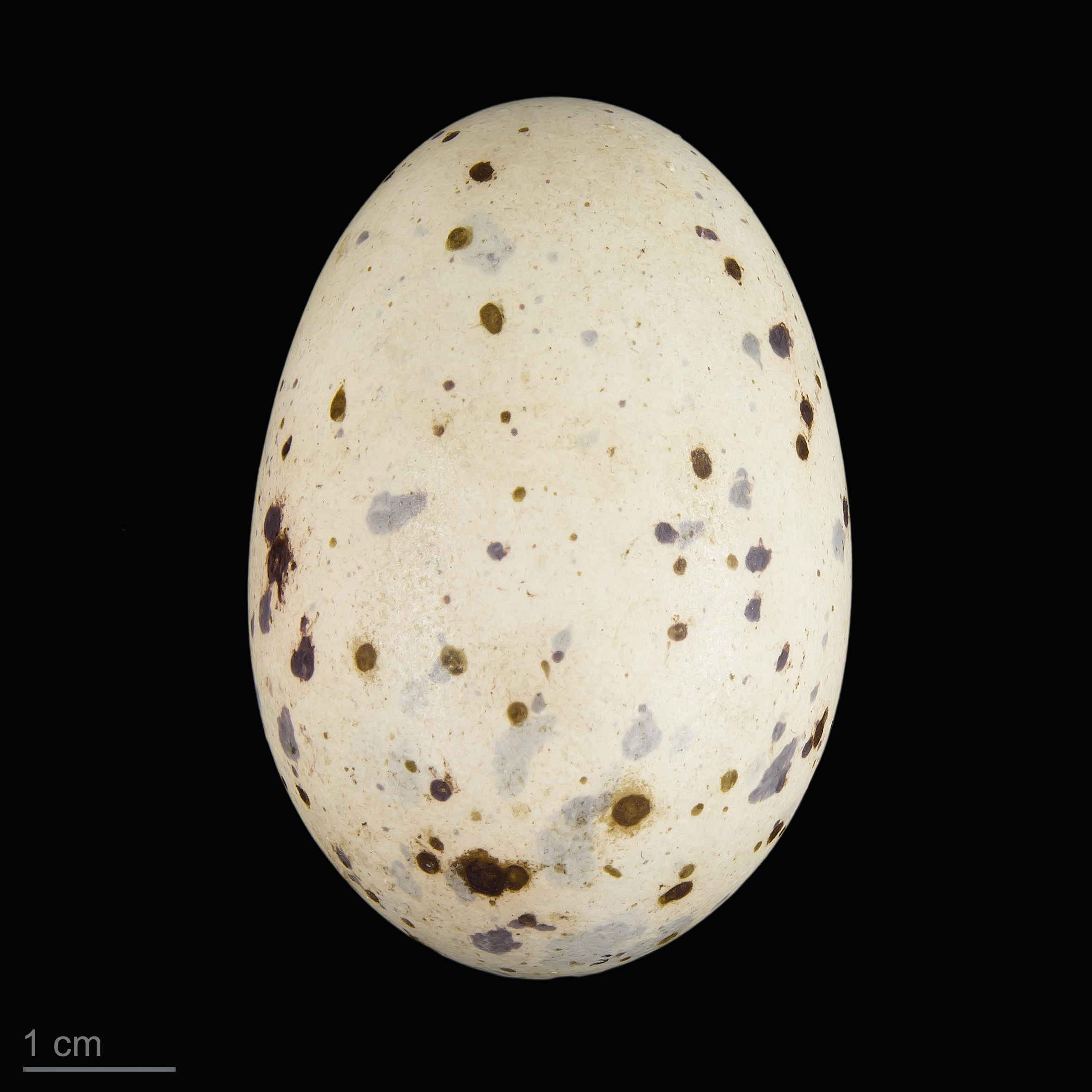
Porphyrio porphyrio - MHNT

## Sous-espèces

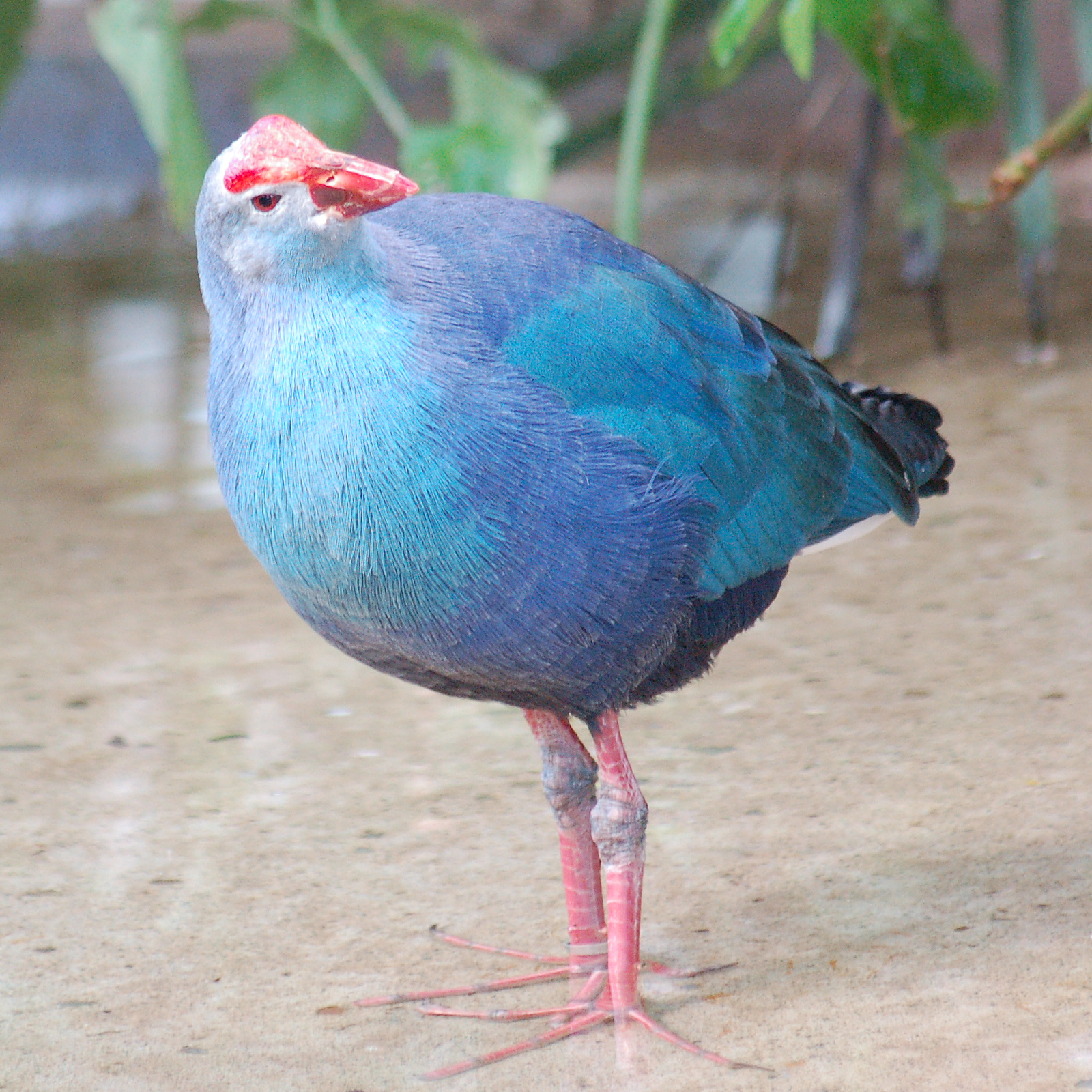
Talève sultane.

Cet oiseau est représenté par treize sous-espèces :
- Porphyrio porphyrio bellus Gould, 1841 ;
- Porphyrio porphyrio caspius Hartert, 1917 ;
- Porphyrio porphyrio indicus Horsfield, 1821 ;
- Porphyrio porphyrio madagascariensis (Latham, 1802) ;
- Porphyrio porphyrio melanopterus Bonaparte, 1856 ;
- Porphyrio porphyrio melanotus Temminck, 1820 ;
- Porphyrio porphyrio pelewensis Hartlaub & Finsch, 1872 ;
- Porphyrio porphyrio poliocephalus (Latham, 1802) ;
- Porphyrio porphyrio porphyrio (Linnaeus, 1758) ;
- Porphyrio porphyrio pulverulentus Temminck, 1826 ;
- Porphyrio porphyrio samoensis Peale, 1848 ;
- Porphyrio porphyrio seistanicus Zarudny & Harms, 1911 ;

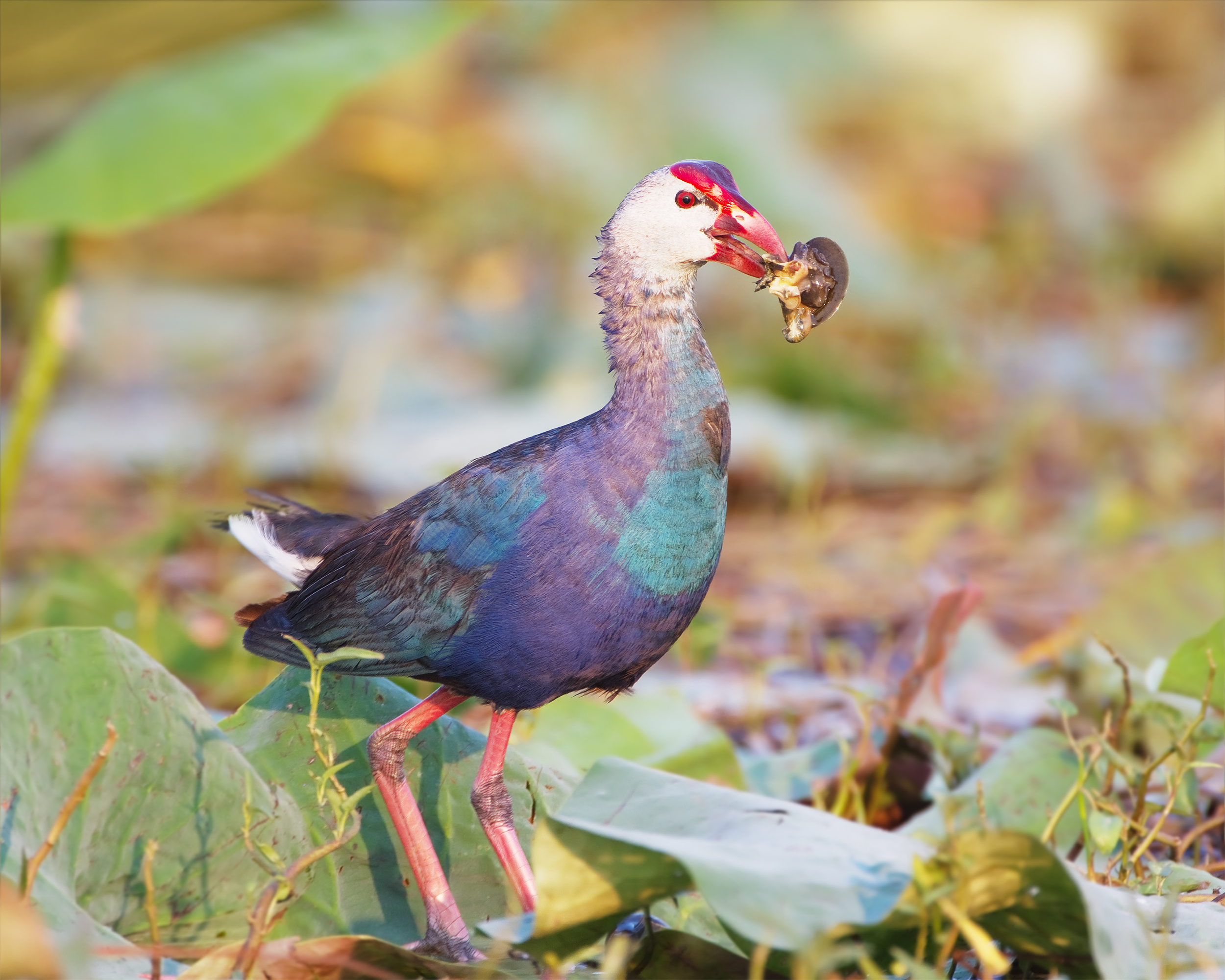
Poule Sultane, Bueng Boraphet, Thaïlande

- Poule Sultane, Bueng Boraphet, ThaïlandePorphyrio porphyrio viridis Begbie, 1834.